# Entenbrunnen (Berlin-Charlottenburg)
Der Entenbrunnen ist ein Schmuckbrunnen in Berlin, der in den 1910er Jahren im Fußgängerbereich der Hardenbergstraße vor dem Haus Nr. 6 aufgestellt wurde. Sein Architekt/Bildhauer war August Gaul.

## Lage
Das Bildwerk steht zwischen Hardenbergstraße und Knesebeckstraße vor dem Renaissance-Theater am Steinplatz.

## Geschichte

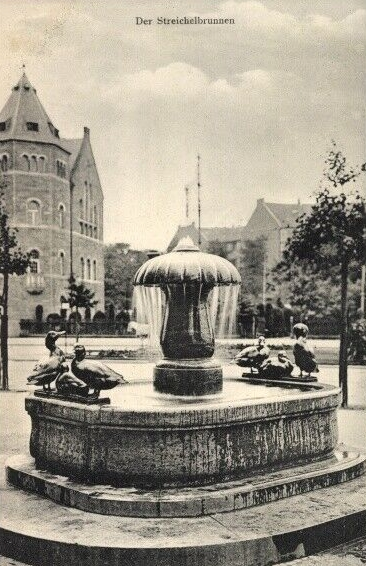
„Streichelbrunnen“ in Charlottenburg, anno 1911

Der Entenbrunnen war ein Geschenk des ehrenamtlichen Charlottenburger Stadtrates Max Cassirer, einem Onkel von August Gauls Galeristen Paul Cassirer, an die damalige selbstständige Stadt bei Berlin.
Der Brunnen ist trotz Edelmetallsammlungen in den beiden Weltkriegen und bewaffneten Kämpfen in der Stadt um 1944 erhalten. Er ist weiterhin stetig in Betrieb. Zuständig für Erhalt und den Wasserumlauf sind das Bezirksamt Charlottenburg-Wilmersdorf und die Berliner Wasserbetriebe.
In den 1950er Jahren wurde er überarbeitet und geringfügig versetzt.

## Beschreibung
Auf einem steinernen Treppenpodest steht ein niedriger Sockel, auf dem ein ca. 2 × 1,50 × 0,50 Meter großes Brunnenbecken aus Muschelkalk mit abgerundeten Ecken platziert ist. Die Steinmetzarbeiten stammen höchstwahrscheinlich vom damaligen höfischen Steinmetzmeister Carl Schilling. Auf den beiden Schmalseiten des Randes sind je drei aus Bronze gegossene, etwa 50 cm hohe Enten auf je einer Plinthe in zwei gegenüber angeordneten Gruppen in verschiedenen Bewegungen dargestellt.
In der Mitte des Beckens erhebt sich ein ca. 1,30 Meter hoher steinerner Pilz, aus dessen Hut stetig Wasser herausquillt und in das Becken allseitig abläuft. Der Brunnenrand ist für die Figurengruppen etwas verbreitert. Auf einer der beiden Plinthen steht „A. Gaul“.
Einzelabgüsse von Ente und Erpel dieses Schmuckbrunnens wurden 1913 vom Dresdner Museumsverein der Gemäldegalerie Neue Meister geschenkt.
Wegen seiner Beliebtheit bei den Passanten wurde der Entenbrunnen frühzeitig auch „Streichelbrunnen“ genannt (siehe u. a. die historische Ansichtskarte).

## Weitere Entenbrunnen von August Gaul
Der Entenbrunnen in Berlin ist nicht der einzige, den der Bildhauer August Gaul geschaffen hatte. So sind unter anderem zu nennen:
- der Entenbrunnen in Krefeld, 1905 eingeweiht,
- ein Entenbrunnen in Frankfurt am Main, bestehend aus vier Bronzeenten, die der Frankfurter Stadtrat Richard Weidlich 1921 aus Gauls Nachlass gekauft; 
die Bronzetiere sind nach den gleichen Vorlagen wie die oben genannten Brunnen gefertigt und wurden im Auftrag von Weidlich zu einem kleinen Schmuckbrunnen zusammengefügt.[7]